# Complimenti!!!
Complimenti!!! è il terzo album del cantante napoletano Tony Colombo, del 1998

## Tracce
1. Provo ancora a te chiammà
2. Nera nera
3. Lei
4. Maruzzella
5. Cò fridde nguolle
6. Miettete a fa ammore cu mme
7. Però mamma nun sape
8. Mamma mia quanto sei bella
9. Vulesse tenere o coraggio
10. Io amo tua sorella